# Paracles fusca
Paracles fusca là một loài bướm đêm thuộc phân họ Arctiinae, họ Erebidae.